# De Soto (Iowa)
De Soto é uma cidade localizada no estado americano de Iowa, no Condado de Dallas.

## Demografia
Segundo o censo americano de 2000, a sua população era de 1009 habitantes.
Em 2006, foi estimada uma população de 1141, um aumento de 132 (13.1%).

## Geografia
De acordo com o United States Census Bureau tem uma área de
3,8 km², dos quais 3,8 km² cobertos por terra e 0,0 km² cobertos por água.

## Localidades na vizinhança
O diagrama seguinte representa as localidades num raio de 20 km ao redor de De Soto.